# 男の娘キャラクターの一覧

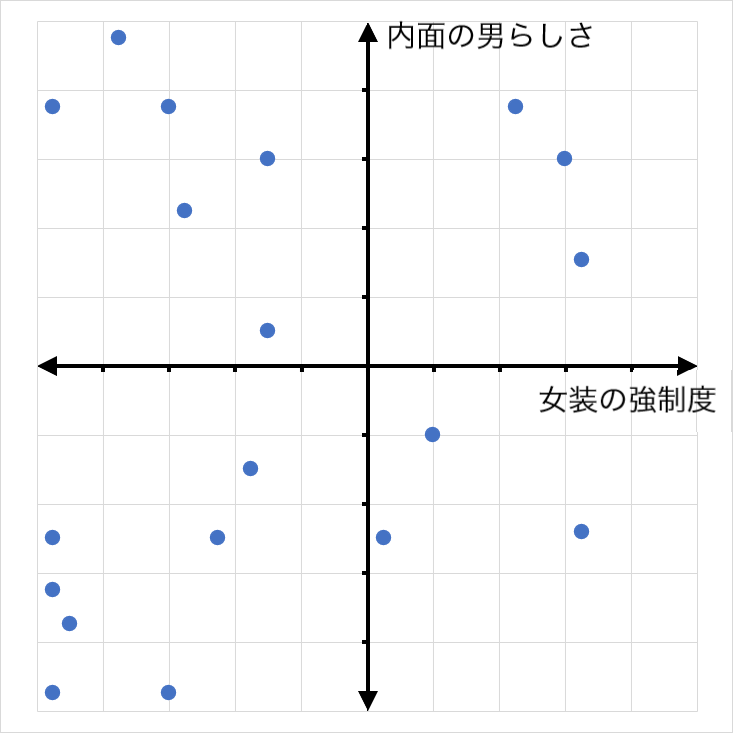
男の娘キャラクターの分類イメージ。

男の娘キャラクターの一覧（おとこのこキャラクターのいちらん）では、二次元のフィクションに登場する「男の娘」キャラクターについて述べる。
「男の娘」が登場する作品は、漫画・ライトノベル・アニメ・ゲームといったサブカルチャー全領域で見られる。「男の娘」とは何かということについては、「少女のような外見をした少年」を意味するという一定の共通認識は成立しているものの、使用者により「女の装いをしてもしなくても少女のように見える少年」「きれいな女装少年」のような違いが生じている。ライターの宮本直穀は、「作品の受け手にとって女の子っぽさが可愛らしい少年」程度の理解で充分であるという趣旨を述べている。
「男の娘」キャラクターの起源については諸説あり、例えば江口寿史『ストップ!! ひばりくん!』（1982年）の大空ひばりや、対戦型格闘ゲーム『GUILTY GEAR XX』（2002年）のブリジットがそうだという意見がある。しかし、このタイプのキャラクターが本格的に注目を集め出したのは2005年ごろのことである。その切っ掛けは、同年に発売されたアダルトゲーム『処女はお姉さまに恋してる』の主人公・宮小路瑞穂と、同『はぴねす!』のサブキャラクター・渡良瀬準の2人であった。この2人は多くの専門家により、「男の娘」の歴史における、エポックメーキングなキャラクターであると見なされている。瑞穂は祖父の遺言でお嬢様学園に女装して編入し、文武両道に英才を発揮して全校生徒の人気を集め、「エルダー（お姉さま）」に担ぎ上げられる。準は主人公をサポートするサブキャラクターながら、女装姿で小悪魔のような魅力を発揮し、物語を牽引していく。美術評論家の暮沢剛巳は、両者のこのような設定上の差異から、「男の娘」キャラクターが意外と豊富なバリエーションを持っていることがわかる、と述べている。

## 漫画
成人向けの作品も含む。
| キャラクター               | 作品名                               | 発表年 | 説明 | 「男の娘」とする出典        |
| -------------------------- | ------------------------------------ | ------ | --- | --------------------------- |
| 楡崎玉三郎                 | 玉三郎 恋の狂騒曲                    | 1972年 | 女より女らしい主人公（勝ち気なフィアンセの女性がいる）。主人公は、彼女との結婚式でも女装している。 | [ 13 ]                      |
| 身堂竜馬                   | バイオレンスジャック                 | 1973年 | | [ 14 ]                      |
| バケ田ユメ代               | バケルくん                           | 1974年 | 小学生の少年・須方カワルは、宇宙人から「鼻を押すとその姿になれる人形」をもらい、それらの人形が持つ特殊能力を使って騒動を起こす。ユメ代の姿になって水着姿でガキ大将に色仕掛けをしたり、人気アイドル花園リリアの姿になってファンから追い回されたり、片思いしているユミ子の姿になり鏡に裸を映したりする。                                  | [ 15 ]                      |
| 花園リリア                 | バケルくん                           | 1974年 | 小学生の少年・須方カワルは、宇宙人から「鼻を押すとその姿になれる人形」をもらい、それらの人形が持つ特殊能力を使って騒動を起こす。ユメ代の姿になって水着姿でガキ大将に色仕掛けをしたり、人気アイドル花園リリアの姿になってファンから追い回されたり、片思いしているユミ子の姿になり鏡に裸を映したりする。                                  | [ 15 ]                      |
| ユミ子                     | バケルくん                           | 1974年 | 小学生の少年・須方カワルは、宇宙人から「鼻を押すとその姿になれる人形」をもらい、それらの人形が持つ特殊能力を使って騒動を起こす。ユメ代の姿になって水着姿でガキ大将に色仕掛けをしたり、人気アイドル花園リリアの姿になってファンから追い回されたり、片思いしているユミ子の姿になり鏡に裸を映したりする。                                  | [ 15 ]                      |
| カタメ                     | 番長惑星                             | 1975年 | |                             |
| マライヒ                   | パタリロ                             | 1978年 | | [ 16 ]                      |
| 大空ひばり                 | ストップ!! ひばりくん!               | 1982年 | 主人公兼ヒロイン・ひばりが女装している。学校の身体検査も姉に身代わりを頼んで、切り抜ける。胸がないのを、ひばりを嫉妬する女子グループのリーダーに知られた事がある。 | [ 17 ] [ 18 ] [ 19 ] [ 20 ] |
| 紅バラ                     | コータローまかりとおる!              | 1982年 | | [ 21 ]                      |
| 音美響                     | コータローまかりとおる!              | 1982年 | [ 21 ] |                             |
| 菊川鈴音                   | 前略・ミルクハウス                   | 1983年 | 美術大学の二年生で、授業でのモデルを務めることもある。服装や長い黒髪などは一見女性だが、実は女装癖のある男性。主人公の芹香に対し、好意を寄せているような描写もある。 | [ 22 ]                      |
| 坂西玉三郎                 | ぼく玉三郎                           | 1983年 | | [ 23 ]                      |
| アンドロメダ瞬             | 聖闘士星矢                           | 1985年 | | [ 19 ]                      |
| 如月瞬                     | ここはグリーン・ウッド               | 1986年 | 女の子に見間違えられる容姿をしており、プライベートでは瞬は女装していることが多い。瞬はレズビアンの気がある女性に見初められ、彼女から「ハニー」と呼ばれてデートもしている。 | [ 24 ]                      |
| 如月麗名                   | ここはグリーン・ウッド               | 1986年 | 女の子に見間違えられる容姿をしており、プライベートでは瞬は女装していることが多い。瞬はレズビアンの気がある女性に見初められ、彼女から「ハニー」と呼ばれてデートもしている。 | [ 24 ]                      |
| 早乙女乱馬                 | らんま1/2                            | 1987年 | 呪泉郷・娘溺泉の力で水をかぶると女に変身する体質となった。 | [ 25 ]                      |
| マヤ                       | 奴隷戦士マヤ                         | 1987年 | 成年向け作品。異世界に迷い込んだ水谷まやは、肉体改造を施され、ふたなりにされてしまう。射精をコントロールされ、性欲に翻弄されていく。 | [ 26 ]                      |
| 山羽美雪                   | ジェミニストリート                   | 1988年 | 山羽美雪は少女にしか見えない高校生。女手一つで育ててくれた母親が望んでいるため、伸ばした髪を切れないでいる。ある日、外見が瓜二つで性格は正反対の目黒新という少女に出会い、変わり始める。 | [ 27 ]                      |
| 咲多悠                     | まるでシンデレラボーイ               | 1989年 | 母・姉・妹と4人家族の黒一点。幼いころ、モデル業をしていた母と撮影現場を訪れた際にドタキャンした女児モデルの身代わりとされたことを切っ掛けに「女性モデル」としてデビューし、高校生になっても続けさせられている。高校ではボクシング部に在籍しているが、余計な筋肉が付くこともなく、世の女子が羨む肌艶でウィッグ一つで完璧に女性に見える。 | [ 28 ]                      |
| 鎌田薫                     | 湘南純愛組!                          | 1990年 | | [ 29 ]                      |
| 椎名ユウ                   | カメレオン                           | 1990年 | | [ 29 ]                      |
| 相沢直樹                   | カメレオン                           | 1990年 | [ 29 ] |                             |
| 蜂屋未来                   | カメレオン                           | 1990年 | [ 29 ] |                             |
| 千冬慎                     | 疾風伝説 特攻の拓                    | 1991年 | | [ 29 ]                      |
| 有栖川桜                   | バーコードファイター                 | 1992年 | ヒロインは女装する性同一性障害者である。 | [ 30 ] [ 31 ]               |
| 桜井兼人                   | イケてる2人                          | 1997年 | | [ 32 ]                      |
| 葉月ミサト                 | GTO                                  | 1997年 | | [ 33 ]                      |
| 御幸鋭児                   | 明稜帝 梧桐勢十郎                    | 1997年 | 主人公や生徒会に絡む主要人物として物語途中から登場する。常に女装して生活し、制服は当時（20世紀末の前後）の女子高生に割と多かったスタイルに準拠している。 | [ 32 ]                      |
| 梧有紀                     | ゲッチューまごころ便                 | 1998年 | | [ 32 ]                      |
| 河野亨                     | プリンセス・プリンセス               | 2001年 | | [ 13 ]                      |
| 見上漾子                   | 夢使い                               | 2001年 | | [ 34 ]                      |
| 巧美                       | ストレンジ・プラス                   | 2002年 | 主人公の恒は家出した兄の巧美を探していたが、再会した巧美は探偵事務所の所長になっていた。暴走しがちな巧美は小柄で童顔の「男の娘」で、恒はブラコン。 | [ 35 ]                      |
| 葉桜ナツ                   | 不良愛煙家集団ヤニーズ               | 2002年 | | [ 13 ]                      |
| シャーロット               | エア・ギア                           | 2002年 | | [ 36 ] [ 37 ]               |
| 二鳥修一                   | 放浪息子                             | 2002年 | | [ 38 ] [ 39 ]               |
| 池田由紀                   | ゆびさきミルクティー                 | 2003年 | | [ 38 ] [ 40 ]               |
| クルス・シルト             | NEEDLESS                             | 2003年 | | [ 37 ]                      |
| 守流津健一                 | ブロッケンブラッド                   | 2003年 | 魔法少女に変身するほか、本来の自分とは別の人物として女装する羽目になる。 | [ 41 ] [ 42 ]               |
| マコちゃん                 | みなみけ                             | 2004年 | 南家の三姉妹（ハルカ・カナ・チアキ）をとりまく姉妹の友人のひとり。表向きはカナの後輩ということになっているが、正体はチアキを怒らせて南家を出禁になった、チアキの同級生のマコトである。 | [ 43 ]                      |
| 結城蛍                     | もやしもん                           | 2004年 | 大学農学部に通う主人公の友人でありよき理解者。造り酒屋の家に育ち、黒のゴスロリ姿で家業の手伝いをしている。 | [ 45 ]                      |
| 綾崎ハヤテ                 | ハヤテのごとく!                      | 2004年 | 女性を演じている時の偽名は「綾崎ハーマイオニー」。 | [ 46 ] [ 45 ]               |
| 野沢由貴                   | ももえん。                           | 2004年 | | [ 47 ]                      |
| ことりちゃん               | WORKING!!                            | 2005年 | 主人公・小鳥遊宗太はファミリーレストラン「ワグナリア」で働いている。ある日、男嫌いの女性店員とデートするため女装することになったが、あまりに美しかったため「ことりちゃん」と命名されてしまう。 | [ 48 ] [ 49 ]               |
| 福永ユウジ                 | LIAR GAME                            | 2005年 | | [ 37 ]                      |
| 涼                         | C.M.B. 森羅博物館の事件目録          | 2005年 | | [ 37 ]                      |
| 風宮クーロ                 | 少年メイドクーロ君                   | 2005年 | 成年向けショタアンソロジーの主人公。父親が失踪してしまい、多額の借金を返済するため富豪の邸宅でメイドとして働くことになる。 | [ 50 ]                      |
| 兵藤葵                     | 会長はメイド様!                      | 2006年 | 兵藤葵は女装が趣味の中学生。ネットアイドルとして人気を集めているが性格はひねくれている。気弱な性格の生徒会副会長・幸村祥一郎は童顔をネタにたびたび女装させられる。 | [ 51 ]                      |
| 幸村祥一郎                 | 会長はメイド様!                      | 2006年 | 兵藤葵は女装が趣味の中学生。ネットアイドルとして人気を集めているが性格はひねくれている。気弱な性格の生徒会副会長・幸村祥一郎は童顔をネタにたびたび女装させられる。 | [ 51 ]                      |
| 衹堂鞠也                   | まりあ†ほりっく                      | 2006年 | | [ 52 ] [ 53 ]               |
| サーシャ                   | 聖痕のクェイサー                     | 2006年 | | [ 54 ]                      |
| シエル・ファントムハイヴ   | 黒執事                               | 2006年 | シエルは少年ながら裏社会の秩序を守るファントムハイヴ家の当主。アロイスはトランシー家の当主でシエルを手に入れようと暗躍する。二人には女装する場面がある。 | [ 55 ]                      |
| アロイス・トランシー       | 黒執事                               | 2006年 | シエルは少年ながら裏社会の秩序を守るファントムハイヴ家の当主。アロイスはトランシー家の当主でシエルを手に入れようと暗躍する。二人には女装する場面がある。 | [ 55 ]                      |
| 田代瑞穂                   | みずほアンビバレンツ                 | 2007年 | | [ 13 ]                      |
| 阿美健一郎                 | ねくろまねすく                       | 2007年 | | [ 56 ]                      |
| 塔原直哉                   | ロッテのおもちゃ!                    | 2007年 | 主人公・直哉は夢魔族の姫・ロッテの後宮候補となる。そこへ第二の後宮候補として子爵家次男のレオフィンがやってくる。女装癖が直哉にばれ、以降は堂々と女装するようになる。直哉にも女装する場面がある。 | [ 57 ]                      |
| レオフィン・クリームニルス | ロッテのおもちゃ!                    | 2007年 | 主人公・直哉は夢魔族の姫・ロッテの後宮候補となる。そこへ第二の後宮候補として子爵家次男のレオフィンがやってくる。女装癖が直哉にばれ、以降は堂々と女装するようになる。直哉にも女装する場面がある。 | [ 57 ]                      |
| アマネ                     | フダンシズム-腐男子主義-             | 2007年 | 主人公の宮野数は姉に成り代わり女装して同人誌即売会に参加する。そこで片思い中の小西望に出会い、仲を深めるために女装を続ける。腐男子となった数は、BL漫画を描けるまでになる。 | [ 58 ]                      |
| 佐々木優太                 | キューティクル探偵因幡               | 2007年 | | [ 59 ]                      |
| 春名メイ                   | メイのないしょ                       | 2007年 | 魔女の家系に生まれたメイは魔力が弱く、初歩的な魔法しか使えないが、女の子らしい趣味と性格の持ち主。クラスメイトに教えられるまで実は自分が男だと知らなかった。 | [ 60 ]                      |
| 天之宙                     | 絶対☆アイドル                        | 2008年 | | [ 56 ]                      |
| 偽・石動ミイナ             | エデンの檻                           | 2008年 | | [ 36 ]                      |
| 鯉淵蔵之介                 | 海月姫                               | 2008年 | 家業とも言える政界への進路を避けたいがためと服飾業界を志す趣味と実益を兼ねて、また作中の主な舞台である男子禁制のルールをしいたアパートへ女性と偽って出入りするために 作中の多くを女装姿で登場する他、男性の装いから軽い化粧だけでも女性と偽れる容姿をしている。                                                                         | [ 61 ]                      |
| 桜ヶ丘                     | ディーふらぐ!                        | 2008年 | 不良主人公の風間堅次は名ばかりのゲーム制作部に所属している。「本当のゲーム制作部」は彼らに対して解散をせまるが、不良の堅次は怖い。女子相手なら暴力は振るわないだろうと一年生部員の桜ヶ丘を女装させる。 | [ 62 ]                      |
| ギャスパー・ヴラディ       | ハイスクールD×D                      | 2008年 | 悪魔として転生した主人公の兵藤一誠には魔族の美女に囲まれるハーレム生活が待っていた。人間と吸血鬼のハーフ・ギャスパーは引きこもりだが、可愛いという理由で女装している。 | [ 63 ]                      |
| 野矢一樹                   | えびてん 公立海老栖川高校天悶部      | 2008年 | 「天文部」と間違えて、女子ばかりの「天悶部」に入り女装させられている小動物系男子。実は野矢財閥の御曹司であり、「支配者フェロモン」を放出する特異体質の持ち主。普段は薬の力でフェロモンを抑えており、副作用で体が小さくなっている。本来の姿はドSなイケメン。                                                                             | [ 64 ]                      |
| 加賀見優希                 | 朝まで授業chu!                       | 2008年 | 主人公の加賀見優希は、教師である柿乃坂綾奈の手違いのせいで女装して女子寮で生活することになってしまう。優希はセクシーで巨乳な綾奈と共同生活を送り、一緒に入浴したり添い寝したりする。 | [ 65 ]                      |
| 織田信長                   | のぶながっ!                          | 2009年 | | [ 66 ]                      |
| しょうこ                   | ボク×カノ                            | 2009年 | 姉に女装させられた林翔太朗はその姿で片思いの弥生と仲良くなってしまう。弥生と過ごすために女装を続けるうちに問題は複雑になっていく。 | [ 67 ] [ 56 ]               |
| 藍川絆                     | プラナス・ガール                     | 2009年 | | [ 68 ] [ 69 ] [ 70 ]        |
| 里中由希                   | 5時から9時まで                       | 2009年 | | [ 37 ]                      |
| 天糸瓜粋花                 | 四姉妹エンカウント                   | 2009年 | | [ 37 ]                      |
| 小鳥遊真樹                 | まかまか                             | 2009年 | | [ 37 ]                      |
| 二宮彼方                   | まかまか                             | 2009年 | [ 37 ] |                             |
| 篠原苑                     | うそつきリリィ                       | 2009年 | | [ 71 ]                      |
| しの                       | っていうか恋じゃね?                  | 2009年 | 男嫌いを通してきた姫森一乃が恋したお姉様、「しの」の正体は同級生の男子だった。しのはノーマルな関係になりたいと願うが、なかなか真実を打ち明けられず女装を続ける。 | [ 72 ]                      |
| 不動権三郎                 | カイチュー!                          | 2009年 | | [ 47 ]                      |
| 小笠原長耶                 | せんごくっ!? 〜悠久乱世恋華譚〜      | 2009年 | 戦国大名・小笠原家の世継ぎ。隣国の人質・静姫を喜ばせるために女装して「蝶耶姫」となる。最初は嫌々だったが徐々に抵抗がなくなっていく。 | [ 73 ]                      |
| 春日井晴                   | 君は男の娘。                         | 2010年 | | [ 47 ]                      |
| 香坂真尋                   | My doll house                        | 2010年 | 女性を惹きつけるフェロモンを持つ大企業の御曹司。フェロモンを抑えるために女装して大学に通っており、英ありすという名義で女性モデルもしている。 | [ 74 ]                      |
| 國崎出雲                   | 國崎出雲の事情                       | 2010年 | 「女形」を拡大解釈していることもあり、男の娘の要素を積極的に取り入れている。 | [ 75 ]                      |
| 浦川みのり                 | AKB49〜恋愛禁止条例〜                | 2010年 | | [ 76 ]                      |
| 春日いつき                 | げきぶの。                           | 2010年 | | [ 37 ]                      |
| 春日むつき                 | げきぶの。                           | 2010年 | [ 37 ] |                             |
| 天崎あすか                 | だって好きなんだもん!                | 2010年 | 痴漢から助けてくれた男性教師に恋をした天崎あすか（男の娘）は、彼を追って聖百道女学園に入学する。ところが、あすかは女子寮で出会ったかほりという少女にも恋してしまう。 | [ 77 ]                      |
| 相葉佳人                   | ヒメゴト〜十九歳の制服〜             | 2010年 | 同じ大学に通う三人の男女はそれぞれ秘め事を抱えている。美少年の相葉佳人は同級生の未果子と同じ服をこっそりそろえて夜の街へ繰り出している。 | [ 78 ]                      |
| マヤ                       | ヤマダのオロチ                       | 2010年 | | [ 37 ]                      |
| 怠惰                       | 〆切様におゆるしを                   | 2010年 | | [ 37 ]                      |
| 波戸賢二郎                 | げんしけん 二代目                    | 2010年 | ある大学のサークル「現代視覚文化研究会」（通称：現視研）に女装趣味の新人が加入する。BLを愛好する腐男子でもある。 | [ 80 ] [ 81 ]               |
| 早乙女皐月                 | さつきコンプレックス                 | 2010年 | 早乙女皐月はコスプレ好きのかわいい「男の娘」。通っている学校にはファンクラブもあるほどで、主人公である弟の耕太はブラコンになってしまっている。 | [ 82 ]                      |
| 猫宮ニウ                   | ぼくラはミンナ生きテイル!            | 2010年 | | [ 37 ]                      |
| マヨタマ                   | 旦那が何を言っているかわからない件   | 2011年 | | [ 83 ]                      |
| アルベール                 | 少年王女                             | 2011年 | 女尊男卑の国で暮らす貧しいアルベールは、ある日自分に瓜二つの王女・アレクシアに買われ、宮殿で身代わりを務めることになる。 | [ 84 ]                      |
| 蒼井すばる                 | アイドルプリテンダー                 | 2011年 | かわいい服が好きで女装していた少年。多くの人に自分のかわいさを知ってもらうため、性別を隠してアイドルデビューする。主人公（女体化してアイドルとなった）に恋をしている。 | [ 85 ]                      |
| 小橋蒼空                   | ちょっとかわいいアイアンメイデン     | 2011年 | ドMな小橋蒼空は、学園公認で拷問をおこなう拷問部に所属しており、姉の悠里に弄ばれては発情してしまう「男の娘」。 | [ 77 ]                      |
| 水希大祐                   | water cube                           | 2011年 | 空虚な学生生活を送っていた水希大祐は、プールを覗いていた現場を教師に目撃され、「水球子（みず たまこ）」として女子水球部に入部させられる。 | [ 86 ]                      |
| 直                         | マンけん。                           | 2011年 | 高校のマンガ研究部に入部した新人漫画家の主人公が出会う部員の一人。フードを目深にかぶっており、会話もチャットばかり。実は性同一性障害の女装した少年で、心を開いてからはかわいい素顔を見せるようになる。 | [ 87 ]                      |
| ビリノア                   | レディーズメイド                     | 2011年 | 貴族の家でお嬢様のメリルに仕えている。男性の使用人は女装させられる決まりになっているため「レディーズメイド」となっている。 | [ 88 ]                      |
| 園崎空                     | こえたま                             | 2011年 | 声優を目指す少女たちの成長を描く作品。主人公の若葉と同じ声優養成所に通う園崎空は、かわいい声と外見のせいで女子枠に登録されてしまっている。キャラクター原案は声優の矢作紗友理。 | [ 89 ]                      |
| 早乙女飛鳥                 | 女装子女                             | 2011年 | 女性上位が続き、男は女の慰みものになってしまった時代を描く成年向け作品。周囲の男が「女装子女」として玩具にされる中、早乙女飛鳥は一人抵抗を試みる。 | [ 90 ]                      |
| 三つ葉しずか               | アリス微熱38℃                        | 2011年 | | [ 37 ]                      |
| 吉鶴郁海                   | ヤシコー初代生徒会                   | 2011年 | | [ 37 ]                      |
| 有川ひめ                   | ひめゴト                             | 2011年 | 主人公の少年がとある事情から高校生活を女装して過ごす。 | [ 91 ]                      |
| 葵                         | 残念くのいち伝                       | 2011年 | | [ 37 ]                      |
| 荒木光太郎                 | 電波教師                             | 2011年 | 小さいころからかわいい服が好きで、隠れて女装を楽しんでいた少年。女装姿を同級生に目撃されて以降、引きこもってMMORPGをプレイしていた。ところがゲームの中でペアを組んでいた相手は担任教師の主人公で、光太郎は徐々に心を開いていく。 | [ 92 ]                      |
| 辻陽輝                     | せいふく!                            | 2011年 | 服飾部の部員。好青年を演じているが、隠しカメラで他人の弱みを握り交渉材料にするような性格の持ち主。罰ゲームで女装させられ、貧乳フェチの主人公とデートすることになる。 | [ 93 ]                      |
| 橋之本倫太郎               | ふぇちっくす!                        | 2011年 | ブラコンの橋之本真綾は「お姉ちゃんとイッショになりたい」という弟の倫太郎との高校生活を楽しみにしていた。ところが入学式に現れた倫太郎は女装していた。倫太郎は「お姉ちゃんのような女の子」になったのだ。 | [ 94 ]                      |
| ノア                       | のろガール!                          | 2011年 | 呪いの力を手に入れた少女たちが繰り広げるドタバタ劇において、ヒロインの一人が召喚した悪魔の少年。ヒロインのわがままでメイド服を着させられている。 | [ 95 ]                      |
| 望月ゆたか                 | 路地裏スーベニール                   | 2011年 | 主人公の姉が、亡くなった祖父の喫茶店をメイド喫茶「スーベニール」にしてしまう。普段から女装をしておりいじめに遭うことも多かった望月ゆたかが、自分を変えるためにスーベニールの求人に応募してくる。 | [ 96 ]                      |
| 真田夜千代                 | 真田ハート♥ブレイド                  | 2011年 | 先祖代々真田家に仕える隠密の家に生まれた雲隠柚流は、夜千代姫を守護するため女装して全寮制女学院に通う。ところが夜千代姫もまた「男の娘」だったことが判明する。 | [ 97 ]                      |
| 雲隠柚流                   | 真田ハート♥ブレイド                  | 2011年 | 先祖代々真田家に仕える隠密の家に生まれた雲隠柚流は、夜千代姫を守護するため女装して全寮制女学院に通う。ところが夜千代姫もまた「男の娘」だったことが判明する。 | [ 97 ]                      |
| ラーラ                     | ぴゅあ☆どる                          | 2012年 | ラーラは双子のルルと一緒に母の経営する芸能事務所でアイドル活動をしている。ルルは本当の女の子だが、ラーラは実は男の子。ルルとの確執や芸能界の厳しさを乗り越えながら成長していく。 | [ 98 ]                      |
| 白崎戸鞠                   | 偽双ハニートラップ                   | 2012年 | 主人公は家庭の都合で親戚の家で暮らすことになる。そこには美しい双子の少女・鞠恵と戸鞠がいたが、実は戸鞠は男の娘だった。姉を慕うあまり女装している。 | [ 99 ]                      |
| アリス                     | 僕が女装して弾いてみたらバレそうな件 | 2012年 | 目立たない少年・雨宮秋人は動画投稿サイトの「弾いてみた」で女装してギターを演奏しているが、クラスメイトの女子にばれそうになる。 | [ 100 ]                     |
| 玲くん                     | なのに、ボクはイヤといえない         | 2012年 | 父親の転勤にともない従姉と一緒に暮らすことになった少年。二人きりのときだけでいいからと女装を頼まれ、その依頼は段々エスカレートしていく。 | [ 101 ]                     |
| ポチ                       | 女声男子                             | 2012年 | 女子のような声にコンプレックスを抱いている少年・柴田健は、ガールズバンド「空」にボーカル・Pochiとして引き入れられたばかりか、ヒロインが男嫌いのため女装させられる。 | [ 102 ]                     |
| 桃太郎                     | おにゃのこ                           | 2012年 | 桃太郎の子孫の「桃 太郎」は地獄へ落ちて鬼の少女・モナカと交際を始めるが、モナカは「桃太郎の子孫は殺す」と宣言しており、正体を明かせない緊張の日々が続く。男嫌いの鬼の前などで女装する。 | [ 103 ]                     |
| まりか                     | ぼくらのへんたい                     | 2012年 | それぞれ異なる事情のもとで女装している十代の少年たちを主役にしている。 | [ 19 ] [ 104 ]              |
| パロウ                     | ぼくらのへんたい                     | 2012年 | それぞれ異なる事情のもとで女装している十代の少年たちを主役にしている。 | [ 19 ] [ 104 ]              |
| ユイ                       | ぼくらのへんたい                     | 2012年 | それぞれ異なる事情のもとで女装している十代の少年たちを主役にしている。 | [ 19 ] [ 104 ]              |
| 矢沢円                     | 父で娘                               | 2012年 | 主人公の母の再婚相手（主人公の義父）は「男の娘」だった。主人公は、義父は男だと理解しているものの悶々とした日々を送ることになる。 | [ 105 ]                     |
| 伊集院ヒカル               | しこたま                             | 2012年 | 甲子園を目指す女子高生ピッチャーの剛力たまは、既存の野球部と学校の公認をかけた試合をすることになる。メンバーを集めるたまは中学MVPの伊集院ヒカルに出会う。お嬢様のような出で立ちのヒカルは実は女装少年だった。 | [ 106 ]                     |
| 部長                       | 乙女たる!                            | 2012年 | 県立越ハハロ高校ギター部の部長は角刈りでごつごつとした風貌だが、ウィッグをつけた途端に骨格や声まで変わり、美少女に変身する。 | [ 107 ]                     |
| 南田創                     | アッパーガールズ!                    | 2012年 | 気弱な高校生の南田創は理事長の娘のおもらしを見てしまい、下僕にされる。強制女装系の「男の娘」。 | [ 108 ]                     |
| アキラ                     | およめさまHONEY DAYS♡                | 2013年 | エッチな夫婦の生活を描く成年向け作品。手違いで女子校に入学した美少年のエピソードがある。 | [ 109 ]                     |
| レンレン                   | 初恋モンスター                       | 2013年 | 男の娘アイドル。 | [ 110 ]                     |
| 国井貢                     | アクトレスアクト                     | 2013年 | 国井貢は、女性だけの「ネコマネキ遊劇団」の団員に怪我を負わせてしまう。責任をとる形で劇団の寮で雑用をすることになり、演劇のプロを相手にバレないように女を演じる。 | [ 111 ]                     |
| 梅宮くれは                 | 花の任侠物語しずか                   | 2013年 | 暴力団の組長の娘が普通の生活を夢見て女子校に通う。若頭の息子・梅宮紅葉は、ボデイーガードをするためセーラー服に身を包み、「くれは」として女子校に潜入する。 | [ 109 ]                     |
| 水蓮寺清春                 | 魔法少女サイト                       | 2013年 | 中学2年生。前下がりの金髪ボブヘアーにリボンのカチューシャをつけた「男の娘」。 | [ 112 ]                     |
| 双六仁志                   | ナンバカ                             | 2013年 | | [ 113 ]                     |
| 淵野辺壮                   | おとこのことおんなのこ               | 2013年 | 母親に女装を強制されて育った壮と、生まれついた性に疑問を持ち女の子になりたいと願う修次。女装バーで出会った二人は悩み苦しみながら前へと進んでいく。 | [ 114 ]                     |
| 菊名修次                   | おとこのことおんなのこ               | 2013年 | 母親に女装を強制されて育った壮と、生まれついた性に疑問を持ち女の子になりたいと願う修次。女装バーで出会った二人は悩み苦しみながら前へと進んでいく。 | [ 114 ]                     |
| 椿矢薫                     | 卓上のアゲハ                         | 2014年 | | [ 115 ]                     |
| ナオ                       | 少年プリンセス                       | 2014年 | 南方の富豪王国・ウルネイの王太子が、少年・直虎の幼少時の写真を見て女の子と勘違いしてしまう。妃として嫁いだ直虎は、救国の乙女「虎の娘（プトゥリ・ハリマオ）」として様々な陰謀に立ち向かう。 | [ 116 ]                     |
| モン太                     | プリマックス                         | 2015年 | | [ 117 ]                     |
| 甘澤こころ                 | あまちんは自称♂                      | 2017年 | 可愛い格好をするのが大好きな少年「あまちん」は幼なじみの上下タツミに惚れている。その言動に惚れ直すたびに「勃つわぁ」というセリフを発する。 | [ 118 ]                     |
| もぐも、他                 | 不可解なぼくのすべてを               | 2018年 | 「男の娘」たちの青春群像劇。自身の性自認に悩む高校生・もぐもはカフェでアルバイトを始める。そこはホールスタッフ全員が「男の娘」という「男の娘」カフェであった。 | [ 119 ]                     |
| 花岡まこと                 | 先輩はおとこのこ                     | 2019年 | 女装して高校に通う花岡まことは、後輩の女子・蒼井咲に告白されるが、咲はまことを女性だと勘違いしていた。まことは誤解を解くが、咲は「男女両方の先輩が楽しめる」とかえって喜ぶ。 | [ 120 ]                     |
| 森長聡志                   | 女装してオフ会に参加してみた。       | 2020年 | 森長聡志（HN：ココア）は月に1度のスイーツオフ会に女装して参加している。 | [ 121 ]                     |
| 日浦美果                   | 恋する(おとめ)の作り方               | 2020年 | | [ 122 ]                     |

## ライトノベル
| キャラクター                | 作品名                                       | 発表年 | 説明 | 「男の娘」とする出典          |
| --------------------------- | -------------------------------------------- | ------ | --- | ----------------------------- |
| シャラ＝シャール・酒姫      | 未来放浪ガルディーン                         | 1986年 | | [ 123 ]                       |
| 巧美                        | ストレンジ・プラス                           | 2002年 | | [ 35 ]                        |
| 桐木リスト                  | オオカミさんシリーズ                         | 2006年 | 御伽学園の悩める学生を救う組織「御伽銀行」の頭取。情報収集に長けており、女子から情報を得るために女装したりする。学園の美少女ランキングでは1位になったこともある。                                                                                                | [ 124 ]                       |
| 瀬能ナツル                  | けんぷファー                                 | 2006年 | | [ 125 ] [ 126 ]               |
| 市川吉朗                    | ぼくのご主人様!?                             | 2006年 | | [ 125 ]                       |
| カーリーガード・アリソン    | カーリー                                     | 2006年 | | [ 123 ]                       |
| 木下秀吉                    | バカとテストと召喚獣                         | 2007年 | 主人公の同級生、木下秀吉は「稀代の美少女」と称され、作中では浴場において「男湯」「女湯」の他に「秀吉湯」が用意されている等「第三の性別・秀吉」として扱われている。                                                                                               | [ 127 ] [ 128 ] [ 129 ] [ 2 ] |
| シホリ姫                    | えむえむっ!                                  | 2007年 | ドMの主人公・砂戸太郎には葉山辰吉という親友がいる。太郎はバイト先のコンビニに現れる客「シホリ姫」に初恋を抱くが、その正体は女装癖を隠していた辰吉だった。 | [ 130 ]                       |
| 白姫彼方                    | おと×まほ                                    | 2007年 | 女の子のような容姿を持つ主人公。彼は母から務めを果たし挙げなければ、ムリヤリ女の子にされてしまう魔法少女の跡継ぎに指名され、女装の魔法少女に変身する羽目に陥る。さすがに恥ずかしいので魔女っ娘服のミニスカの下にスパッツを穿き、性別と正体を隠して活動している。 | [ 125 ] [ 2 ]                 |
| 御影美千緒                  | がく×ぶる                                    | 2007年 | | [ 123 ]                       |
| 淡谷雪国                    | SH@PPLE -しゃっぷる-                         | 2008年 | | [ 125 ]                       |
| キリト                      | ソードアート・オンライン                     | 2009年 | 「ガンゲイル・オンライン」編で、ゲーム上で使用したアバターのみ。 | [ 131 ]                       |
| 相川歩                      | これはゾンビですか?                          | 2009年 | | [ 2 ]                         |
| ソアラ・F・ティースフィルド | みすぷり!                                    | 2009年 | | [ 127 ]                       |
| 楠幸村                      | 僕は友達が少ない                             | 2009年 | | [ 132 ] [ 2 ]                 |
| シューフェン                | 蒼海ガールズ!                                | 2009年 | | [ 133 ]                       |
| ルシア                      | 思春期なアダム                               | 2009年 | 蛇眼の力に覚醒した主人公を、天使・悪魔・人間の美少女が三つ巴になってとりまくハーレムラブコメ。ルシアは魔族の「男の娘」。 | [ 134 ]                       |
| 津田信澄                    | 織田信奈の野望                               | 2009年 | 戦国時代にタイムスリップした主人公は姫武将・織田信奈と出会う。信奈は近江の浅井長政に、女装が得意な弟の信澄を嫁がせて姻戚関係を結び、勢力拡大をはかる。 | [ 135 ]                       |
| ミチ                        | カワイイお兄ちゃんなんて大キライ!            | 2010年 | | [ 133 ]                       |
| 四ノ宮京夜                  | GJ部                                         | 2010年 | 正体不明の「GJ部」を舞台とした日常系作品。主人公・四ノ宮京夜は3巻で女装させられ、「これが……僕……？」というお約束の台詞を発する。 | [ 77 ]                        |
| 須賀蘭                      | MiX!                                         | 2010年 | | [ 133 ]                       |
| 佐倉真壱                    | 魔法少女禁止法                               | 2010年 | 魔法少女の活動を禁止する法律が制定されてから10年後の世界を描く。非合法魔法少女に助けられた主人公の佐倉真壱は、男性の身ながら魔法少女となる。 | [ 137 ]                       |
| 小日向祭                    | 僕たちは監視されている                       | 2010年 | | [ 123 ]                       |
| 大小森正樹                  | セイギのミカタ いちご模様は正義の印          | 2010年 | | [ 137 ]                       |
| 鏡響                        | オトミコ! 僕は男の巫女娘                     | 2010年 | 東西全般の神事を学ぶ学園に入学した鏡響は、女の子にしか見えない容姿の持ち主。巫女装束を身にまとい、学園で起こるトラブルに立ち向かう。 | [ 138 ]                       |
| 戸塚彩加                    | やはり俺の青春ラブコメはまちがっている       | 2011年 | 主人公のクラスメイト。性別は男であるが物腰や容姿が非常に女性的。声もソプラノボイスである。 | [ 2 ]                         |
| 士織ちゃん                  | デート・ア・ライブ                           | 2011年 | 主人公の五河士道は精霊による破壊から世界を救うため、彼女たちとデートしてデレさせるという任務を帯びている。精霊が男嫌いであったときは女装させられ、「士織ちゃん」として攻略する羽目になる。                                                                       | [ 139 ]                       |
| 浅笠みつけ                  | 変態先輩と俺と彼女                           | 2011年 | 天才かつ変態なヒロインが幼なじみの主人公のために美少女を集めて「ハーレム団」を結成する。その中の一人、浅笠みつけは「男の娘」。 | [ 140 ]                       |
| 星埜ダルク                  | 龍ヶ嬢七々々の埋蔵金                         | 2012年 | 「男の娘」メイド。「名探偵」を自称する壱級天災の助手として、トラブルに巻き込まれていく。 | [ 106 ]                       |
| シャール                    | ドレスな僕がやんごとなき方々の家庭教師様な件 | 2012年 | 平凡な浪人生の少年。天才である双子の姉が失踪したため、姉に変装して同盟国の王室へ家庭教師として赴く。王家の子供たちはシャールの誠実な人柄に心を開いていく。 | [ 141 ]                       |
| なちゅ                      | 期間限定いもうと。                           | 2012年 | 主人公の実妹がメイド喫茶で働くことになる。ところがそこには「男の娘」メイド・庵観羅夏姫（なちゅ）がいてリピート率98%を誇っていた。 | [ 142 ]                       |
| 観束総二                    | 俺、ツインテールになります。                 | 2012年 | | [ 2 ]                         |
| 黒鉄鋼                      | ボクの可愛い国家令嬢                         | 2012年 | | [ 139 ]                       |
| アストルフォ                | Fate/Apocrypha                               | 2012年 | 黒のライダーのサーヴァントとして召喚される。好んで派手に着飾る中性的な女装美少年。作中では見た目が女性にしか見えず、性別を隠蔽しているため女性と間違えられる。                                                                                                   | [ 143 ]                       |
| 神楽                        | ボクが乙女でひとり占め!                      | 2013年 | 少年・神楽はその可愛い容姿のために幽霊の胡桃に取り憑かれてしまう。神楽は胡桃を成仏させるため、女子校に転入して同級生たちとイチャイチャスキンシップする。 | [ 144 ]                       |

## アニメ
成人向けの作品も含む。
| キャラクター       | 作品名                | 発表年 | 説明 | 「男の娘」とする出典 |
| ------------------ | --------------------- | ------ | --- | -------------------- |
| ゆう               | ゆう君ちゃんシリーズ  | 2001年 | 自主制作アニメ「内気はずかしゆう君ちゃん」シリーズ。2022年に続編となる「ゆう君ちゃん3D」が公開された。 |                      |
| けい               | ゆう君ちゃんシリーズ  | 2001年 | 自主制作アニメ「内気はずかしゆう君ちゃん」シリーズ。2022年に続編となる「ゆう君ちゃん3D」が公開された。 |                      |
| ぴこ               | シリーズぴこ          | 2006年 | 成年向け作品。『ぼくのぴこ』『ぴことちこ』『ぴこ×CoCo×ちこ』からなる世界初のショタアニメシリーズの主人公。女装しており、外見は女子と区別がつかない。グッズ・インターネットラジオ・イベントなどが展開され、日本国外でも有名になった。 | [ 145 ]              |
| 奏いつき           | 迷elleオトコノ娘      | 2010年 | 奏いつきは、幼いころに出会った先輩との再会を願い、芸能関係者を育成する全寮制の銀河学園に転入する。ところがそこはオトコの娘たちの園だった。                                                                                           | [ 146 ]              |
| 御琴紫音           | 迷elleオトコノ娘      | 2010年 | 奏いつきは、幼いころに出会った先輩との再会を願い、芸能関係者を育成する全寮制の銀河学園に転入する。ところがそこはオトコの娘たちの園だった。                                                                                           | [ 146 ]              |
| 鈴城なつめ         | 迷elleオトコノ娘      | 2010年 | 奏いつきは、幼いころに出会った先輩との再会を願い、芸能関係者を育成する全寮制の銀河学園に転入する。ところがそこはオトコの娘たちの園だった。                                                                                           | [ 146 ]              |
| 白鐘玉梓           | 迷elleオトコノ娘      | 2010年 | 奏いつきは、幼いころに出会った先輩との再会を願い、芸能関係者を育成する全寮制の銀河学園に転入する。ところがそこはオトコの娘たちの園だった。                                                                                           | [ 146 ]              |
| 鳴子つくし         | 迷elleオトコノ娘      | 2010年 | 奏いつきは、幼いころに出会った先輩との再会を願い、芸能関係者を育成する全寮制の銀河学園に転入する。ところがそこはオトコの娘たちの園だった。                                                                                           | [ 146 ]              |
| 佐々良ミクリ       | 迷elleオトコノ娘      | 2010年 | 奏いつきは、幼いころに出会った先輩との再会を願い、芸能関係者を育成する全寮制の銀河学園に転入する。ところがそこはオトコの娘たちの園だった。                                                                                           | [ 146 ]              |
| 松風梅左ェ門       | 迷elleオトコノ娘      | 2010年 | 奏いつきは、幼いころに出会った先輩との再会を願い、芸能関係者を育成する全寮制の銀河学園に転入する。ところがそこはオトコの娘たちの園だった。                                                                                           | [ 146 ]              |
| ダノン・シ・アレイ | 輪廻のラグランジェ    | 2012年 | オービッドと呼ばれるロボットを操縦して戦うパイロットたちの活躍を描いた物語に登場する。恒星系デ・メトリオ出身の天才パイロットだが、ヒロインたちに敗れて捕虜となり、女装させられてレストランで働いている。                             | [ 147 ]              |
| LOAD GALAX         | ガッチャマン クラウズ | 2013年 | | [ 148 ] [ 40 ]       |

## コンピューターゲーム

### アダルトゲーム
| キャラクター               | 作品名                                                                 | 発表年 | 説明 | 「男の娘」とする出典          |
| -------------------------- | ---------------------------------------------------------------------- | ------ | --- | ----------------------------- |
| 水奈瀬愛生                 | VS雀士ブランニュースターズ                                             | 1997年 | 脱衣麻雀ゲームのキャラクター。デモ画面ではひとりだけ担当声優が伏せられている。負けると脱いでいき、最後はブリーフ一枚になり「ご、ごめんなさい、ボク…」と涙ぐむ。担当声優は石田彰であった。 | [ 149 ]                       |
| 広場まひる                 | ねがぽじ 〜お兄ちゃんと呼ばないでっ!!〜                                | 2001年 | | [ 150 ]                       |
| 佐藤衛                     | スイートレガシー                                                       | 2002年 | | [ 150 ]                       |
| 田中誠                     | なりきりプリンセス                                                     | 2002年 | | [ 150 ]                       |
| 南翔                       | 人妻コスプレ喫茶                                                       | 2003年 | 主人公・朝比奈智也は行きつけの喫茶店「のえる」のマスター代理をすることになる。客足が遠のくのを見かねた知り合いの主婦たちはコスプレで店を手伝う。南翔は智也の大学の後輩で、智也を慕って「のえる」に通う。主婦たちは二人をカップルにするため、翔を女装させて輪姦する。 | [ 151 ]                       |
| 志木秋巳                   | 恋する妹はせつなくてお兄ちゃんを想うとすぐHしちゃうの                  | 2003年 | | [ 152 ]                       |
| 南雲白兎                   | Clover Heart's                                                         | 2003年 | | [ 150 ]                       |
| 桐嶋菫                     | はなマルッ!                                                            | 2004年 | | [ 150 ]                       |
| 羽丘ふぶき                 | 新体操（真）                                                           | 2004年 | | [ 150 ]                       |
| 宮小路瑞穂                 | 処女はお姉さまに恋してる                                               | 2005年 | とある事情で「聖應女学院」に女装して通う羽目に陥った高校生。 | [ 153 ] [ 154 ] [ 9 ]         |
| 鷹森奈月                   | ゆりね 〜おねえさまがおしえてくれた〜                                  | 2005年 | | [ 150 ]                       |
| ツカサ・ストロビラントゥス | マジカルウィッチアカデミー 〜ボクと先生のマジカルレッスン〜            | 2005年 | 目を合わせただけで女性を発情させる魔眼の持ち主で、力を制御するため魔法学院に通っている。女の子のような外見で、家事も得意。女装しても違和感がない。 | [ 155 ]                       |
| 渡良瀬準                   | はぴねす!                                                              | 2005年 | | [ 156 ] [ 153 ] [ 154 ] [ 9 ] |
| 八雲はまじ                 | H2O -FOOTPRINTS IN THE SAND-                                           | 2006年 | 田舎の学校へ転校した盲目の少年が、少女たちとの交流を経ながら村の謎に迫っていく物語。八雲はまじは妹のために亡き母の身代わりをしている少年で、女性として学校に通い、家業の看板娘もつとめている。はまじの「あは☆」という台詞に魅了されるファンが続出した。テレビアニメ版では女装男子ということが中盤まで伏せられており、視聴者に衝撃を与えた。その後発売されたコンシューマ版では攻略ヒロインに昇格した。 | [ 150 ]                       |
| 払沢由紀                   | おねがい♪ご主人さまっ!                                                 | 2006年 | 巨大な館を相続することになった主人公のため、幼なじみの払沢由紀がメイドに志願する。やがて二人は性別を超えて結ばれる。メイド・幼なじみ・天然・ボクっ娘という属性の持ち主。 | [ 158 ]                       |
| 高柳操                     | ドラクリウス                                                           | 2007年 | | [ 156 ]                       |
| 八千古島蓮                 | うつりぎ七恋天気あめ                                                   | 2007年 | 甘味処の長男で、学園の2年生。遠い国からやってきた魔女との出会いが切っ掛けになり、町の不思議やヒロインたちに触れていく。女装すると清楚な雰囲気を醸し出す。 | [ 159 ]                       |
| 山田妙子                   | 恋する乙女と守護の楯                                                   | 2007年 | | [ 150 ]                       |
| ツバキ                     | 屠殺の園                                                               | 2007年 | | [ 160 ]                       |
| 紅林司                     | HoneyComing                                                            | 2007年 | 作品舞台の愛嬌学園で恋愛授業をしている教師。古風な袴姿だが考え方は新しく、男の娘ならではの独特のテクニックを教授する。ファンディスクの夢の中で攻略対象になるが、その際は女の身体になっている。 | [ 161 ]                       |
| 鴎屋宙                     | ツイ☆てる                                                              | 2007年 | 一人暮らしをすることになった主人公は、入居したアパートの管理人が経営する喫茶店を手伝い始める。そこへ、以前のバイト先で指導していた「男の娘」・鴎屋宙がおしかけてくる。大手外食企業の令嬢で、主人公に惚れている。 | [ 162 ]                       |
| 君島青葉                   | 隷嬢学園2 〜嗜虐の花園〜                                               | 2008年 | サブキャラクター。物語の舞台となる学園の理事長の孫であり、後継者としての修業という名目で女性として通学している 。 | [ 152 ]                       |
| 水瀬雪兎                   | ふるふる★フルムーン                                                    | 2008年 | マナという不思議な生物と人間が共生する世界が舞台。天涯孤独となった水瀬雪兎は届いた手紙の指示にしたがい、女学園に編入する。 | [ 163 ]                       |
| 和久津智                   | るいは智を呼ぶ                                                         | 2008年 | 私立南総学園に通う文武両道の「男の娘」。身体には「本当の性別を知られてはいけない」という呪いの痣があり、男だということがバレると命を失うため行動は慎重を極めている。似たような痣を持つ6人の少女に出会い、呪いと戦うため同盟を結ぶ。 | [ 150 ]                       |
| 高安俊雄                   | やみツキ!                                                              | 2008年 | | [ 165 ]                       |
| 長宗我部元親               | 戦極姫 -戦乱の世に焔立つ-                                              | 2008年 | | [ 166 ]                       |
| ゆず                       | むすめーかー                                                           | 2008年 | | [ 152 ]                       |
| 月丘晶子                   | 花と乙女に祝福を                                                       | 2009年 | 主人公の月丘彰は病気のため出席日数が不足している双子の妹・晶子になりかわってお嬢様学園に通い、騒動を引き起こす。天法院綾音は性同一性障害のため女生徒として学園に通っている少年。 | [ 168 ] [ 150 ]               |
| 天法院綾音                 | 花と乙女に祝福を                                                       | 2009年 | 主人公の月丘彰は病気のため出席日数が不足している双子の妹・晶子になりかわってお嬢様学園に通い、騒動を引き起こす。天法院綾音は性同一性障害のため女生徒として学園に通っている少年。 | [ 169 ]                       |
| 白鳥黒哉                   | Stellar☆Theater                                                        | 2009年 | 異星人から地球を守る「十二星座」の一人で、女装している。PC版ではサブヒロインだが、コンシューマ版では攻略対象となる。 | [ 170 ]                       |
| 三条寺忍                   | キスと魔王と紅茶                                                       | 2009年 | | [ 156 ]                       |
| 喜納睦月                   | 嘘デレ!                                                                | 2009年 | | [ 156 ]                       |
| 足利勇気                   | Cross Days                                                             | 2010年 | | [ 150 ]                       |
| 戸上怜                     | オレの妹のエロさが有頂天でとどまる事を知らない                         | 2010年 | | [ 152 ]                       |
| 塚原浩人                   | Cure Mate Club                                                         | 2010年 | 女学院の臨時教師・塚原浩人は、ある日偶然教え子の着替え姿を見てしまったことから、悩める女の子の相談に乗る秘密の部活動「キュアメイトクラブ」でメイドとして働くことになる。 | [ 171 ]                       |
| 干支名真恵                 | アッチむいて恋                                                         | 2010年 | 転校先の学園の手違いで住む場所がなくなった主人公は、女装して女子寮で暮らすことになる。女装の先輩・千歳杏樹のサポートも受けながら、学園では男、寮では「干支名真恵」という女として一人二役の二重生活を送る。 |                               |
| 千歳杏樹                   | アッチむいて恋                                                         | 2010年 | 転校先の学園の手違いで住む場所がなくなった主人公は、女装して女子寮で暮らすことになる。女装の先輩・千歳杏樹のサポートも受けながら、学園では男、寮では「干支名真恵」という女として一人二役の二重生活を送る。 | [ 172 ]                       |
| 沖奈恵                     | bitter smile.                                                          | 2010年 | | [ 173 ]                       |
| 此花みき                   | えろげー! 〜Hもゲームも開発三昧〜                                      | 2010年 | エロゲーメーカーに入社した主人公が、女性スタッフと共に仕事をする作品。外注グラフィッカーの此花みきは一見かわいらしい女性だが、本名を美貴龍之介という「男の娘」。 | [ 174 ]                       |
| 妃宮千早                   | 処女はお姉さまに恋してる 2人のエルダー                                 | 2010年 | 母親の意向で「聖應女学院」に転校してきた「男性不信」の女装女子高生。彼女の美しい容姿と女らしい振る舞いに、女の園の女子生徒達は魅かれていく。 | [ 168 ]                       |
| エノール                   | ななプリ。                                                             | 2010年 | ある日、グトルフォス大陸を七分割して治める七姫の一人・エーデルワイスが行方不明となる。姫に瓜二つの少年・エノールは、姫が見付かるまで偽の七姫を演じることになる。 | [ 175 ]                       |
| 水無瀬瑞穂                 | 妹（に）交姦（される兄）の会                                           | 2010年 | 水無瀬瑞穂は女装趣味を妹に知られ、命令されて聖洛匠女学院に転入する。生徒会長の兄・正雀譲も妹に命じられるまま女装して女学院に通っている。 | [ 176 ]                       |
| 正雀譲                     | 妹（に）交姦（される兄）の会                                           | 2010年 | 水無瀬瑞穂は女装趣味を妹に知られ、命令されて聖洛匠女学院に転入する。生徒会長の兄・正雀譲も妹に命じられるまま女装して女学院に通っている。 | [ 176 ]                       |
| 小野寺雷火                 | プリズム☆ま〜じカル 〜PRISM Generations!〜                             | 2010年 | 小野寺雷火は、代々受け継がれてきた魔女っ娘の家系に生まれ育った学園2年生。ある日敵が襲来し、父親から「火炎の魔女っ娘・クリムゾンレッド」の力を受け継ぐ。 | [ 177 ]                       |
| 星野歩                     | 星空へ架かる橋                                                         | 2010年 | 主人公の弟でぜんそくの持病があり、世話を焼いてくれる主人公のことが好き。本人に女装趣味はないが、かわいい外見のため女装させられてしまう。 | [ 178 ]                       |
| 小野塚あさひ               | 幼なじみはベッドヤクザ!                                                | 2010年 | | [ 179 ]                       |
| ニヨルド                   | 俺サマのラグナRock                                                     | 2010年 | | [ 180 ]                       |
| 来海                       | 姫神さまが両親を人質に孕ませろと以下略。                               | 2010年 | ある日、主人公の前に女神が降り立つ。先祖との盟約を守り、主人公の子供を授かりにきたのだという。女神の従者・来海は楚々とした大和撫子にしか見えないが実は男の娘。 | [ 181 ]                       |
| 内宮司春                   | しゃーまんず・さんくちゅあり                                           | 2010年 | 宗教が義務教育となった未来の日本を舞台とした作品。「男の娘」の内宮司春は、神通力のために巫女神として祭り上げられた主人公の側仕えで、同様に神通力を持つため主人公の予備とされている。 | [ 176 ]                       |
| 小碓千秋                   | アザナエル                                                             | 2010年 | | [ 150 ]                       |
| 星詠                       | 最終痴漢電車3                                                          | 2010年 | 月詠・星詠は瓜二つの双子の姉弟。つまり弟の星詠は「男の娘」である。電車内で痴漢などができるほか、姉弟の3Pなどが用意されている。 | [ 182 ]                       |
| ユーリ・ゴローニン         | 星の王子くん                                                           | 2011年 | | [ 150 ]                       |
| 原田翼                     | 小夜子                                                                 | 2011年 | 心の奥底にしまった性癖を引き出され、堕落していく経過を描く『闇の声』シリーズのスピンオフ作品。原田翼は女性になりたいと願う男性。人前ではそれを隠しているが、密かに女装をしている。魔性の調教師・小夜子がそんな翼の前に現れる。 | [ 183 ]                       |
| 神代由宇                   | もっと! 女装で孕ませてっ                                               | 2011年 | 「ある年齢までに女装した姿で女性を妊娠させないと、体が女になってしまう」という呪いをかけられた一族の少年。呪いを解くため女生徒として女学園に通う。 | [ 181 ]                       |
| 神代亜貴                   | ずっと! 女装で孕ませてっ                                               | 2011年 | 「ある年齢までに女装した姿で女性を妊娠させないと、体が女になってしまう」という呪いをかけられた一族の少年。呪いを解くため女生徒として女学園に通う。 | [ 184 ]                       |
| 愛里ここな                 | まかぱらっ!                                                            | 2011年 | 魔界のアルマデル女学院に入学させられた少年。淫魔サキュバスとなるべく教育を受けるがエッチなことが苦手になってしまい、落ちこぼれてしまった。 | [ 174 ]                       |
| 皆口瞳                     | ぶら ぶら                                                              | 2011年 | 主人公はアプローチをかけてくるヒロインたちに目もくれず「男の娘」の皆口瞳にぞっこん。マスター鈴は主人公の幼なじみが働く喫茶店の看板娘。男性客に人気があり、彼らから言い寄られているが、正体は幼なじみの父親。 | [ 185 ]                       |
| マスター鈴                 | ぶら ぶら                                                              | 2011年 | 主人公はアプローチをかけてくるヒロインたちに目もくれず「男の娘」の皆口瞳にぞっこん。マスター鈴は主人公の幼なじみが働く喫茶店の看板娘。男性客に人気があり、彼らから言い寄られているが、正体は幼なじみの父親。 | [ 186 ]                       |
| 鏑木琉星                   | キミとボクとエデンの林檎                                               | 2011年 | | [ 187 ]                       |
| 日枝田史緒                 | 女装山脈                                                               | 2011年 | | [ 179 ]                       |
| 曲林静樹                   | 女装山脈                                                               | 2011年 | [ 179 ] |                               |
| 古屋敷由良                 | 女装山脈                                                               | 2011年 | [ 179 ] |                               |
| 早乙女霞                   | すきま桜とうその都会                                                   | 2011年 | 嘘つきだけが入れる街「桜之」へ迷い込んだ主人公は、「桜乃寮」という女子寮で暮らすことになる。住人の一人・早乙女霞はピュアな「男の娘」。 | [ 188 ]                       |
| 双見あやめ                 | 天使の羽根を踏まないでっ                                               | 2011年 | | [ 168 ]                       |
| 一之瀬心                   | 現在もいつかもふぁるなルナ                                             | 2011年 | 普段から女装している「男の娘」主人公。純粋に女の子になりたいという願望と、ノーマルな男性としての性的指向を併せ持っている。 | [ 189 ]                       |
| 上林流風                   | おとラブ ～女装美少年限定!～                                           | 2011年 | 主人公は女王様のようなめぐると、おっとりした優羽という後輩に惹かれるが、実は二人とも「男の娘」であり、めぐるの正体は弟の流風だった。 | [ 190 ]                       |
| 小野寺優羽                 | おとラブ ～女装美少年限定!～                                           | 2011年 | 主人公は女王様のようなめぐると、おっとりした優羽という後輩に惹かれるが、実は二人とも「男の娘」であり、めぐるの正体は弟の流風だった。 | [ 190 ]                       |
| 夏目つかさ                 | お姉さまは保健医「弟が好きすぎて、泣き叫ぶほどいじめたくなっちゃうの」 | 2012年 | 主人公の夏目つかさは女子校で保健医をしている姉に拉致され、女装して女子校に通う羽目になる。つかさは次第に、姉や同級生の女子たちに隷属するようになっていく。 | [ 140 ]                       |
| 高崎千尋羽                 | ちゅぴちゅぴ男の娘 〜家庭教師と双子のひみつの授業〜                    | 2012年 | 主人公は明るく積極的な千尋羽・控えめな樟葉という双子姉妹の家庭教師をすることになる。ところが二人は「男の娘」だった。 | [ 191 ]                       |
| 高崎樟葉                   | ちゅぴちゅぴ男の娘 〜家庭教師と双子のひみつの授業〜                    | 2012年 | 主人公は明るく積極的な千尋羽・控えめな樟葉という双子姉妹の家庭教師をすることになる。ところが二人は「男の娘」だった。 | [ 191 ]                       |
| 郡浜珠璃                   | ‘&’ - 空の向こうで咲きますように -                                     | 2012年 | 暁WORKSによる『るいは智を呼ぶ』の次の作品。主人公が数年ぶりに再会した同性の幼なじみ・郡浜珠璃は小悪魔系の「男の娘」になっていた。 | [ 192 ]                       |
| 里見真実                   | むりやり!? オトメDAYS                                                  | 2012年 | 男らしくなりたい真実は、女の子らしい外見にコンプレックスを抱いている。幼なじみの清流はそんな真実を女装させ、巫女アイドルとしてデビューさせる。 | [ 193 ]                       |
| サチ                       | ボクスキ! 男の娘（ボク）を好きって言ってよ!                            | 2012年 | オカルト研究会に現れたサチという謎の少女に主人公の隆一は惹かれていく。隆一の親友・芹沢槙宙はサチの登場に危機感を覚えて男の娘になる。部長の野原奏音も男の娘であり、サチに惹かれる隆一の様子に心境は複雑。男の娘転校生の綾瀬ユキも加わって、主人公にとり忘れられない夏が始まる。 | [ 194 ]                       |
| 芹沢槙宙                   | ボクスキ! 男の娘（ボク）を好きって言ってよ!                            | 2012年 | オカルト研究会に現れたサチという謎の少女に主人公の隆一は惹かれていく。隆一の親友・芹沢槙宙はサチの登場に危機感を覚えて男の娘になる。部長の野原奏音も男の娘であり、サチに惹かれる隆一の様子に心境は複雑。男の娘転校生の綾瀬ユキも加わって、主人公にとり忘れられない夏が始まる。 | [ 194 ]                       |
| 野原奏音                   | ボクスキ! 男の娘（ボク）を好きって言ってよ!                            | 2012年 | オカルト研究会に現れたサチという謎の少女に主人公の隆一は惹かれていく。隆一の親友・芹沢槙宙はサチの登場に危機感を覚えて男の娘になる。部長の野原奏音も男の娘であり、サチに惹かれる隆一の様子に心境は複雑。男の娘転校生の綾瀬ユキも加わって、主人公にとり忘れられない夏が始まる。 | [ 194 ]                       |
| 綾瀬ユキ                   | ボクスキ! 男の娘（ボク）を好きって言ってよ!                            | 2012年 | オカルト研究会に現れたサチという謎の少女に主人公の隆一は惹かれていく。隆一の親友・芹沢槙宙はサチの登場に危機感を覚えて男の娘になる。部長の野原奏音も男の娘であり、サチに惹かれる隆一の様子に心境は複雑。男の娘転校生の綾瀬ユキも加わって、主人公にとり忘れられない夏が始まる。 | [ 194 ]                       |
| リ・シャオエン             | 決戦! 乙女たちの戦場3                                                  | 2012年 | 第二次世界大戦後、三大国による冷戦が続く緊迫した世界にいるチアガール姿の男の娘。主人公の所属する日本連邦共和国第四軍に危機を救われた街の代表としてお礼に来る。 | [ 195 ]                       |
| 山吹理央                   | アオリオ                                                               | 2012年 | 主人公の佐藤大輔は入学式直前に入院してしまい、初登校したときには既にクラスの友人グループは出来上がっていた。そんな大輔を新入生一番の美少女とも呼ばれる山吹理央が演劇部に誘う。舞い上がって入部する大輔だったが、理央が男の娘だということを知らないのは大輔だけだった。 | [ 196 ]                       |
| 三崎蛍                     | 放課後女装☆ネットアイドル                                              | 2012年 | 主人公の三崎蛍は真面目な優等生。友人の翼が女装してクラスの男とエッチしている現場を目撃してしまい、自分も女装させられ犯される。その写真はブログにアップされ、エッチなネットアイドルとして人々の注目を集める。 | [ 197 ]                       |
| 佐倉翼                     | 放課後女装☆ネットアイドル                                              | 2012年 | 主人公の三崎蛍は真面目な優等生。友人の翼が女装してクラスの男とエッチしている現場を目撃してしまい、自分も女装させられ犯される。その写真はブログにアップされ、エッチなネットアイドルとして人々の注目を集める。 | [ 197 ]                       |
| 小喬                       | 三極姫2〜天地大乱・乱世に煌く新たな覇龍〜                              | 2012年 | 三国志の世界を舞台としつつ、武将たちは女性化されている戦略シミュレーションゲームのキャラクター。呉国の小喬は姉の大喬とともに「江東の名花」と美貌を歌われているが、実は男の娘である。 | [ 198 ]                       |
| 江坂春希                   | てにおはっ! 〜女の子だってホントはえっちだよ?〜                        | 2012年 | 漫画やゲームなどをしてダラダラする部活「知的文化学研究同好会」にエッチという研究課題が加わる。美少女ぞろいの部員の中に、男の娘が混じっている。 | [ 199 ]                       |
| 塩小路かなた               | ヨメ充!                                                                | 2012年 | 古書店を営む主人公のもとに異国から婚約者がやってくる。それを切っ掛けに主人公の周りに女の子が集まり、主人公の争奪戦が始まる。その中のひとり、塩小路かなたは男の娘であり、男の娘には珍しい年上属性の持ち主である。 | [ 200 ]                       |
| 京丸美樹                   | 貧は僕らの福の神                                                       | 2012年 | 主人公と貧乏神ヒロインとの同居生活を描いた学園ラブコメディに登場するサブキャラクター。担任教師の京丸美樹は女装した男性。 | [ 201 ]                       |
| 羽桐れもん                 | ピュアガール                                                           | 2012年 | 「変態は秘すべきことだが、恥ずべきことではない」を信条とするお金持ちの娘・花鶏塚圭が、変態を集めて「ドリームハウス」という屋敷を作り上げる。そこで圭の世話をする羽桐れもんもやはり変態で、正体は女装した少年。主人公の貞操を狙いつづける。 | [ 202 ]                       |
| 赤城命                     | メるヘン荘                                                             | 2012年 | 主人公が営むシェアハウスを舞台にドタバタ劇が展開する作品。「男の娘攻略＜ON/OFF＞システム」があり、ONにすると男の娘の住人・赤城命を攻略できるようになる。 | [ 203 ]                       |
| 小倉朝日                   | 月に寄りそう乙女の作法                                                 | 2012年 | | [ 204 ]                       |
| 坂下勇                     | おとたま 〜ぼくたちガールズバンドです〜                                | 2012年 | 十年ぶりに故郷の街へ帰ってきた坂下勇は幼なじみの少年・結城りゅうと再会する。ところが、昔「一緒にバンドを組もう」と約束していたりゅうは何故か女の子になっていた。勇たちは文化祭に出場するため、初芝真理・香椎幹也も加えた4人で男の娘ガールズバンドを結成する。 | [ 205 ]                       |
| 結城りゅう                 | おとたま 〜ぼくたちガールズバンドです〜                                | 2012年 | 十年ぶりに故郷の街へ帰ってきた坂下勇は幼なじみの少年・結城りゅうと再会する。ところが、昔「一緒にバンドを組もう」と約束していたりゅうは何故か女の子になっていた。勇たちは文化祭に出場するため、初芝真理・香椎幹也も加えた4人で男の娘ガールズバンドを結成する。 | [ 205 ]                       |
| 初芝真理                   | おとたま 〜ぼくたちガールズバンドです〜                                | 2012年 | 十年ぶりに故郷の街へ帰ってきた坂下勇は幼なじみの少年・結城りゅうと再会する。ところが、昔「一緒にバンドを組もう」と約束していたりゅうは何故か女の子になっていた。勇たちは文化祭に出場するため、初芝真理・香椎幹也も加えた4人で男の娘ガールズバンドを結成する。 | [ 205 ]                       |
| 香椎幹也                   | おとたま 〜ぼくたちガールズバンドです〜                                | 2012年 | 十年ぶりに故郷の街へ帰ってきた坂下勇は幼なじみの少年・結城りゅうと再会する。ところが、昔「一緒にバンドを組もう」と約束していたりゅうは何故か女の子になっていた。勇たちは文化祭に出場するため、初芝真理・香椎幹也も加えた4人で男の娘ガールズバンドを結成する。 | [ 205 ]                       |
| 倉知夏月                   | ヒミツのオトメ 〜ボクが女の子になった理由〜                            | 2012年 | 倉知夏月は武術道場の跡取り息子。妹の咲月の機嫌をとるために女装していたとき、銀行強盗の人質になっていた九条財閥の令嬢・香音を助け、それが縁でボディーガードとして女学園に通うことになる。香音からは完全に女性だと誤解されている。 | [ 206 ]                       |
| 白羽依月                   | ヒメゴト・マスカレイド 〜お嬢様たちの戯れ〜                            | 2012年 | 女性恐怖症の静鳴樹は、女性に慣れるため「白羽依月」として聖ティフェレス女学園に通うことになるが、学園の「マリア」役・比良坂愛瑠に早速正体を知られ、振り回されるようになる。やがて「アーサー」役の御剣麻耶も加わって、学園を二分する騒動へと発展する。 | [ 207 ]                       |
| 草風ハル                   | えすっ娘クイーン 〜会長のメイド達〜                                    | 2013年 | 主人公の草風ハルは女らしい容姿にコンプレックスを持っていた。生徒会長の姫乃火百華はハルにはメイド服が似合うと見抜き、ハルをメイドにしてしまう。 | [ 208 ]                       |
| 桜井眞琴、他               | まにょっこ☆まこりん                                                    | 2013年 | | [ 139 ]                       |
| 灰羽翼                     | シロガネオトメ                                                         | 2013年 | 主人公が女性のアダルトゲーム作品に登場する男の娘ヒロイン。外見は完全に女性であり、特例で女子校に入学している。 | [ 209 ]                       |
| 宗形巡                     | 女装海峡                                                               | 2013年 | 嵐で遭難した主人公は、外界から隔絶された離島に流れ着く。ヒロインは巫女・大学の後輩・ロシア人の血を引く姉キャラで、全員男の娘。 | [ 210 ]                       |
| 厳島響                     | 女装海峡                                                               | 2013年 | 嵐で遭難した主人公は、外界から隔絶された離島に流れ着く。ヒロインは巫女・大学の後輩・ロシア人の血を引く姉キャラで、全員男の娘。 | [ 210 ]                       |
| 藤切七生                   | 女装海峡                                                               | 2013年 | 嵐で遭難した主人公は、外界から隔絶された離島に流れ着く。ヒロインは巫女・大学の後輩・ロシア人の血を引く姉キャラで、全員男の娘。 | [ 210 ]                       |
| 壱岐メイ                   | あいこみゅ!! -IDOL Communication-                                      | 2013年 | 弱小芸能事務所に転職した主人公は所属するアイドルたちと慌ただしい日常を送る。「Gemmy」は双子のユニットで、妹の壱岐メイは「男の娘」。姉の付き添いのはずがいつの間にか自分のほうが人気が出てしまった。 | [ 211 ]                       |
| 大神琉生                   | ガールズbeアンビシャス!                                                | 2013年 | 上流階級の子女が通うコースと庶民の通うコースにわかれた学園が舞台の作品。身分差の恋がテーマとなっており、大神琉生は主人公をサポートする「男の娘」。 | [ 212 ]                       |
| 曽根原蓮                   | カルマルカ*サークル                                                    | 2013年 | 伝説の「カルマルカ」へのアクセスを目指す「星渡り同好会」の一員・曽根原蓮は普段から女装している「男の娘」。主人公のことが好きだが相手にされない。 | [ 213 ]                       |
| 大日向十四也               | ノブレスオブルージュ                                                   | 2013年 | 剣術の成績で生徒の序列が決まるサント・アレクサンドラ女学院を舞台とする作品。主人公の妹・ルイは序列1位の生徒会長。主人公はルイの怪我が治るまで代役を務めている。 | [ 214 ]                       |
| 成瀬慧                     | おとメイド@cafe                                                        | 2013年 | 主人公の成瀬慧は進学を機に兄の家に転居し、兄の喫茶店でアルバイトを始める。ところがその店は「男の娘」メイドカフェだった。葵・司・伊織ら先輩「男の娘」の教育を受けるうち、男同士のエッチから抜け出せなくなり、従順なメイドに調教されていく。 | [ 215 ]                       |
| 椎名葵                     | おとメイド@cafe                                                        | 2013年 | 主人公の成瀬慧は進学を機に兄の家に転居し、兄の喫茶店でアルバイトを始める。ところがその店は「男の娘」メイドカフェだった。葵・司・伊織ら先輩「男の娘」の教育を受けるうち、男同士のエッチから抜け出せなくなり、従順なメイドに調教されていく。 | [ 215 ]                       |
| 冴凪司                     | おとメイド@cafe                                                        | 2013年 | 主人公の成瀬慧は進学を機に兄の家に転居し、兄の喫茶店でアルバイトを始める。ところがその店は「男の娘」メイドカフェだった。葵・司・伊織ら先輩「男の娘」の教育を受けるうち、男同士のエッチから抜け出せなくなり、従順なメイドに調教されていく。 | [ 215 ]                       |
| 成瀬伊織                   | おとメイド@cafe                                                        | 2013年 | 主人公の成瀬慧は進学を機に兄の家に転居し、兄の喫茶店でアルバイトを始める。ところがその店は「男の娘」メイドカフェだった。葵・司・伊織ら先輩「男の娘」の教育を受けるうち、男同士のエッチから抜け出せなくなり、従順なメイドに調教されていく。 | [ 215 ]                       |
| 緋堂真尋                   | 悪女装                                                                 | 2014年 | 緋堂真尋は全寮制のお嬢様学園でお姉様として皆の憧れの的になっている。実は男であり、生徒たちを毒牙にかけるべく女顔を利用して女学園に潜入したのだった。 | [ 216 ]                       |
| 天衣いちご                 | イノセントガール                                                       | 2014年 | 主人公はアーティストを育てる全寮制の芸術学園に転入し、変わり者の美少女たちと一つ屋根の下で暮らす。同級生にしか見えない天衣いちごは女装した学園の理事長。 | [ 218 ]                       |
| 樫木由希                   | あにラブ 〜女装美少年革命!〜                                           | 2014年 | 主人公の直希がある日家に帰ると弟への想いをこじらせた兄の由希が「男の娘」になっていた。女装を指南したのは幼なじみで学園のアイドル・芽衣。直希は兄を元に戻そうとするが、やがて常識が揺らいでいく。 | [ 219 ]                       |
| 安島芽衣                   | あにラブ 〜女装美少年革命!〜                                           | 2014年 | 主人公の直希がある日家に帰ると弟への想いをこじらせた兄の由希が「男の娘」になっていた。女装を指南したのは幼なじみで学園のアイドル・芽衣。直希は兄を元に戻そうとするが、やがて常識が揺らいでいく。 | [ 219 ]                       |
| 高幡葵                     | 女装学園（妊）                                                         | 2014年 | 主人公の通う学園の校長が、ある日「実は我が校は男子校です！」と唐突に発表する。それまで主人公が女の子だと思い込んでいた生徒たちは男の娘だったのだ。 | [ 210 ]                       |
| 住山暁                     | 女装学園（妊）                                                         | 2014年 | 主人公の通う学園の校長が、ある日「実は我が校は男子校です！」と唐突に発表する。それまで主人公が女の子だと思い込んでいた生徒たちは男の娘だったのだ。 | [ 210 ]                       |
| 瀧口伊月                   | 女装学園（妊）                                                         | 2014年 | 主人公の通う学園の校長が、ある日「実は我が校は男子校です！」と唐突に発表する。それまで主人公が女の子だと思い込んでいた生徒たちは男の娘だったのだ。 | [ 210 ]                       |
| 久地ひなた                 | タラレバ 〜as in What if stories〜                                     | 2016年 | 主人公の友人のサブキャラクター。いたずら好きのムードメーカー。 | [ 220 ]                       |
| 飛鳥湊                     | オトメ*ドメイン                                                        | 2016年 | | [ 221 ]                       |
| 上原鹿之助                 | 対魔忍RPG                                                              | 2018年 | 上原鹿之助は「男児を狙う悪霊から身を守るため女装させる」という古いしきたりのもと女子として育てられた少年。穂稀なおは新設される部隊の隊長の座を狙っており、鹿之助をライバル視している。ココア・ラピュセルは男なのに魔女を目指す魔族の少年。藍野のぞみはある日気まぐれで女装してみたところ友人たちに好評で、女装にはまってしまっている。                                                                | [ 224 ] [ 225 ]               |
| 穂稀なお                   | 対魔忍RPG                                                              | 2018年 | 上原鹿之助は「男児を狙う悪霊から身を守るため女装させる」という古いしきたりのもと女子として育てられた少年。穂稀なおは新設される部隊の隊長の座を狙っており、鹿之助をライバル視している。ココア・ラピュセルは男なのに魔女を目指す魔族の少年。藍野のぞみはある日気まぐれで女装してみたところ友人たちに好評で、女装にはまってしまっている。                                                                | [ 225 ]                       |
| ココア・ラピュセル         | 対魔忍RPG                                                              | 2018年 | 上原鹿之助は「男児を狙う悪霊から身を守るため女装させる」という古いしきたりのもと女子として育てられた少年。穂稀なおは新設される部隊の隊長の座を狙っており、鹿之助をライバル視している。ココア・ラピュセルは男なのに魔女を目指す魔族の少年。藍野のぞみはある日気まぐれで女装してみたところ友人たちに好評で、女装にはまってしまっている。                                                                | [ 224 ]                       |
| 藍野のぞみ                 | 対魔忍RPG                                                              | 2018年 | 上原鹿之助は「男児を狙う悪霊から身を守るため女装させる」という古いしきたりのもと女子として育てられた少年。穂稀なおは新設される部隊の隊長の座を狙っており、鹿之助をライバル視している。ココア・ラピュセルは男なのに魔女を目指す魔族の少年。藍野のぞみはある日気まぐれで女装してみたところ友人たちに好評で、女装にはまってしまっている。                                                                | [ 224 ]                       |
| 渡来菜生                   | はぴねす!2 Sakura Celebration                                          | 2019年 | 『はぴねす!』のナンバリング作品に登場する男の娘サブキャラクター。控え目な性格で地味な外見だが、もの柔らかな人柄とさりげない心配りで男子人気は高い。 | [ 226 ]                       |
| 沖恒まそら                 | 俺の恋天使がポンコツすぎてコワ〜い。                                   | 2021年 | 主人公の親友で同じファミレスのバイト仲間。外見は完全に美少女だが、実は「男の娘」。自分が誰よりもかわいいと思っている。 | [ 227 ]                       |
| ジュリア                   | Monkeys!¡                                                              | 2021年 | ある男子校が廃校の危機に瀕し、番長の浮木々猿吉は母校を近隣のお嬢様学園と合併させて存続させることを思いつく。猿吉は女装してジュリアと名乗り、お嬢様学園に潜入して目的達成を図る。 | [ 228 ]                       |
| 高見沢瑠依                 | SLEEPLESS Nocturne                                                     | 2022年 | 山奥の「黒薔薇館」に住むお嬢様・真理亜の家庭教師。真理亜のペットになっており、猫耳メイド姿のメスとして調教されてしまっている。 | [ 229 ]                       |

### 全年齢向けゲーム
| キャラクター     | 作品名                                  | 発表年 | 説明 | 「男の娘」とする出典 |
| ---------------- | --------------------------------------- | ------ | --- | -------------------- |
| ブリジット       | GUILTY GEAR XX                          | 2002年 | 自分を女性と自認している。 | [ 230 ] [ 231 ]      |
| 秋月涼           | THE IDOLM@STER Dearly Stars             | 2009年 | | [ 232 ] [ 233 ]      |
| 漆原るか         | STEINS;GATE                             | 2009年 | 「STEINS;GATE 線形拘束のフェノグラム」での主人公の1人。女性になることへの憧れを抱いており、α世界線では出産前の母親宛にDメールを送って女性として生まれる世界線へ移動したが、β世界線への移動の際に男性として生まれる世界線に戻った。女性にしか見えないるかに岡部倫太郎が思いを巡らせたときの台詞「だが男だ」は他の男の娘キャラにも使われるほどである。 | [ 235 ] [ 236 ]      |
| 神谷桃子         | 恋戦隊LOVE＆PEACE                       | 2010年 | 美男子との恋を描いた乙女ゲームに登場する「男の娘」。主人公の少女はある日突然、地球の平和を守る「恋戦隊ハートレンジャー」の一員・ハートピンクに任命されるが、それは前任者の神谷桃子が男だと判明しクビになったためだった。 | [ 237 ]              |
| 月宮林檎         | うたの☆プリンスさまっ♪                  | 2010年 | 社会現象にもなった乙女ゲーム。月宮林檎は芸能専門学校の教師を務める傍ら、女装アイドルとして人気を集めている。外見は女性だが内面は男。 | [ 238 ]              |
| ヒース           | BLUE ROSES 〜妖精と青い瞳の戦士たち〜   | 2010年 | 「かわいい自分に似合う」という理由で女装しているナルシシスティックな少年。行動力や決断力に富んでおり、男らしい内面を持つ。 | [ 239 ]              |
| 不二咲千尋       | ダンガンロンパ 希望の学園と絶望の高校生 | 2010年 | 少女と偽った状態で登場し、その秘密を公開される危機に立たされたのを契機に周囲に事実を明かそうと決意するも そこに至る心の強さを妬んだ人物により殺害される役回り。 | [ 240 ]              |
| 伊集院アリス     | オレは少女漫画家                        | 2012年 | 「伊集院アリス」として漫画家デビューした主人公は打ち切りの危機に瀕していた。担当編集者は、アリスの正体は美少女だったということにして主人公を売りだそうとする。 | [ 241 ]              |
| （キャラクター） | 新・剣と魔法と学園モノ。刻の学園        | 2012年 | キャラクターメイキングで「男の娘」（性別：男、服装：女）が作成可能になっている。「男の娘」だけのクラスも作れたりする。 | [ 100 ]              |
| 三城真白         | ラブ☆トレ〜Bitter〜                     | 2013年 | プレイヤーはダンス部の新たなメンバーを探し、弱小チームを成長させて世界大会に挑む。三城真白はその一人。「学園でお嫁さんにしたい子No1」と呼ばれているが、正体は男の娘。 | [ 242 ]              |
| （ユニット）     | ディスガイア D2                         | 2013年 | シミュレーションRPG作品。オリジナルユニットの僧侶として「男の娘」キャラクターが作成可能になっている。 | [ 243 ]              |
| 水嶋咲           | アイドルマスター SideM                  | 2014年 | 「男の娘」アイドルで18歳。シリーズには秋月涼という女性としてアイドル活動している人物もいるが、自らの意思で女装している点が異なる。 | [ 244 ]              |
| レオナ・ウェスト | プリパラ                                | 2014年 | 男の娘アイドル。日本とカナダのハーフで、双子の弟。なお姉のドロシーはボクっ娘である。 | [ 81 ]               |
| 乱藤四郎         | 刀剣乱舞                                | 2015年 | 刀の擬人化。ロングヘア、粟田口揃いのデザインを基本としたフリル付ミニスカート型の軍服にブーツ。二段階成長した姿が「乱藤四郎極」で、軍服がピンクになり、ミニスカートはより短く、ブーツは長くなりヒールが高くアンクレット付きになる。 | [ 245 ]              |
| 伊草ミナト       | ボク姫PROJECT                           | 2020年 | 伊草ミナトは、姉にまつわる謎の事件を調査するため、女子生徒率99％のお嬢様学園に女子生徒として入学する。そこで学園一の美少女になることを目指して女らしさを磨いていく。 | [ 246 ]              |

## その他
| キャラクター | 作品種別   | 作品名                             | 発表年   | 説明 | 「男の娘」とする出典 |
| ------------ | ---------- | ---------------------------------- | -------- | --- | -------------------- |
| ヤマトタケル | 歴史書     | 古事記・日本書紀                   | c.700年  | | [ 22 ]               |
| 女装の尚侍   | 小説       | とりかへばや物語                   | c.1200年 | 活発な女君・内向的な男君という摂関家の二人のきょうだいが、互いに性別を偽ったまま宮仕えを始める物語。男君は尚侍として女東宮に仕え、やがて中納言の女君と立場を取り替えて男としての生活に戻る。 | [ 247 ]              |
| 犬坂毛野     | 小説       | 南総里見八犬伝                     | 1814年   | 主要登場人物の『智』の珠の持ち主・犬坂毛野は女装で育てられ、旦開野（あさけの）とも名乗る。女性とも見紛う美貌の持ち主で、女田楽師、旦開野として主要人物の犬田小文吾（『悌』の珠の主）に結婚を申し込んだことがあり、小文吾は女性であることを疑わずに承諾している。『孝』の珠の持ち主・犬塚信乃は女装で育てられ、女の名前だが浜路という許嫁がいる。派生作品（山手樹一郎「新編八犬伝」、山田風太郎「忍法八犬伝」など）では、毛野や信乃が物語の最後まで、女装姿のまま女に惚れられる作品がある。 | [ 248 ]              |
| 須賀鉄平     | 小説       | 都立水商!                          | 2001年   | | [ 32 ]               |
| ナオ         | ミックス   | オトコのコはメイド服がお好き!?     | 2008年   | | [ 233 ]              |
| ユキ         | ミックス   | オトコのコはメイド服がお好き!?     | 2008年   | [ 233 ] |                      |
| トモ         | ミックス   | オトコのコはメイド服がお好き!?     | 2008年   | [ 233 ] |                      |
| リオ         | ミックス   | オトコのコはメイド服がお好き!?     | 2008年   | [ 233 ] |                      |
| マカロン     | ハウツー本 | 30歳の保健体育                     | 2008年   | | [ 236 ]              |
| イバルピエル | 小説       | 四方世界の王                       | 2009年   | | [ 37 ]               |
| 犬山たまき   | VTuber     | Tamaki Ch. 犬山たまき / 佃煮のりお | 2018年   | 漫画家の佃煮のりおが運営する「のりプロ」所属の「男の娘」VTuber。佃煮のりおとは別人という設定。様々な企画で定期的に配信をおこなっている。2020年末にチャンネル登録者数が50万人を超えた。 | [ 249 ]              |

## 分類
初期の「男の娘」キャラクターはアイドルや歌舞伎の女形などのシンプルな理由で女装していることが多かった。その後作品数が増えるにつれ、そのキャラクターは何故女装しているのかという詳細な設定・差別化が求められるようになった。
「男の娘」キャラクターを分類する試みがなされている。『女装少年ゲーム大全』（2011年、ミリオン出版）は、受け身なオトコの娘・積極的なオトコの娘・ショタっこ・トランスセクシュアル・潜入系の5タイプを挙げている。例えば「受け身なオトコの娘」とは、男性にとっての理想の女性像が反映される傾向のある、清楚で従順なキャラクターであり、周囲の圧力で強制的に女装させられている状況がしばしば付随するものであるとしている。ライターの来栖美憂はキャラクターの内面と置かれた状況を独立に扱い、乙女/少年度・自発/強制度（あるいは心の女性度の高低・女装頻度の高低）を両軸で評価するグラフで傾向別の分布を示している。例えば、大空ひばりや有栖川桜は、積極的に女装している・内面も女性らしいタイプであり、『ブロッケンブラッド』の守流津健一は強制的に女装させられた・少女らしいところのまったくないタイプ、『放浪息子』の二鳥修一は女性らしさは大空ひばりと同程度ながら・その女装はわずかに強制されたもの、といった具合である。
漫画評論家の永山薫は、個々の作品の差異を無視して一括する議論は不毛ではあるとしつつ、次のような観点を提示している。
| 女装という行為の在り方 - 日常女装 - 変装 - 性別違和 - コスプレ - 強制女装（SM、制度、契約） - 職業女装（接客業、演劇、バンド） 女装する主体の在り方 - クロスドレッサー - トランス・ヴェスタイト - トランス・ジェンダー - トランス・セクシュアル | 関連する用語 - 異性装 - インターセックス - 無性 - 両性具有 - 半陰陽 - シーメール - 身体改造 - 洗脳 - 女体化 - 転生 - 魂の入れ替わり - 少年愛 - ゲイ - 去勢 |

そして、これらが複合的に「男の娘」の物語を構成しているとしたものである。例えば『もやしもん』の結城蛍は日常女装・変装として描かれているが、コスプレとも解釈でき、抑圧された同性愛傾向も読み取れるという。
また、吉田悟郎の漫画作品『オトコの娘ラヴァーズ!!』（2013年）は、定番の台詞として「これがボク…？」「ボク、男だけどそれでもいいの？」などを挙げている。また、「男の娘地雷」というものもある。「男の娘」というふれこみであったながら、最終的には本当の女の子だということが判明し、読者をがっかりさせるというものである。

## 人気投票
専門誌『わぁい!』（2010年4月24日 - 2014年2月25日）では、読者アンケートに対する回答に基づき、「男の娘」キャラクターの人気ランキングを作成していた。設問は「好きなオトコの娘キャラクターを一人お書き下さい」であり、読者が任意に記入して回答する方式であった。

### 総集計
全15回中、第1回から第10回（2010年4月24日 - 2012年8月25日実施分）までの回答の総集計がなされており、次のような結果になっている。
| 順位 | キャラクター | 作品（※印は同誌掲載作）                | ポイント |
| ---- | ------------ | -------------------------------------- | -------- |
| 1    | 木下秀吉     | バカとテストと召喚獣                   | 2,648    |
| 2    | 藍川絆       | プラナス・ガール                       | 2,524    |
| 3    | 渡良瀬準     | はぴねす!                              | 2,104    |
| 4    | 宮小路瑞穂   | 処女はお姉さまに恋してる               | 1,760    |
| 5    | 秋月涼       | THE IDOLM@STER Dearly Stars            | 1,543    |
| 6    | 海堂愁       | リバーシブル! ※                        | 1,367    |
| 7    | 綾崎ハヤテ   | ハヤテのごとく!                        | 1,139    |
| 8    | 泥門小紅     | ひみつの悪魔ちゃん ※                   | 1,022    |
| 9    | 國崎出雲     | 國崎出雲の事情                         | 862      |
| 10   | 白姫彼方     | おと×まほ                              | 851      |
| 11   | リオ         | オトコのコはメイド服がお好き!?         | 782      |
| 12   | 妃宮千早     | 処女はお姉さまに恋してる 2人のエルダー | 635      |
| 13   | 衹堂鞠也     | まりあ†ほりっく                        | 617      |
| 14   | トモ         | オトコのコはメイド服がお好き!?         | 599      |
| 15   | 二鳥修一     | 放浪息子                               | 575      |
| 16   | 漆原るか     | STEINS;GATE                            | 533      |
| 17   | 有川ひめ     | ひめゴト ※                             | 511      |
| 18   | ユキ         | オトコのコはメイド服がお好き!?         | 499      |
| 19   | ことりちゃん | WORKING!!                              | 457      |
| 20   | 月宮林檎     | うたの☆プリンスさまっ♪                 | 347      |

### 各回
各回の結果は以下のとおりである。
| Vol | 発売日         | 順位・キャラクター（作品） | 出典    |
| --- | -------------- | --- | ------- |
| 2   | 2010年7月24日  | 木下秀吉 （バカとテストと召喚獣） 宮小路瑞穂 （処女はお姉さまに恋してる） 渡良瀬準 （はぴねす!） 藍川絆 （プラナス・ガール） 衹堂鞠也 （まりあ†ほりっく） 國崎出雲 （國崎出雲の事情） 月丘晶子 （ 花と乙女に祝福を ） 白姫彼方 （おと×まほ） 八雲はまじ （ H 2 O -FOOTPRINTS IN THE SAND- ） 和久津智 （ るいは智を呼ぶ ） 妃宮千早 （処女はお姉さまに恋してる 2人のエルダー） | [ 260 ] |
| 3   | 2010年10月25日 | 木下秀吉 藍川絆 渡良瀬準 國崎出雲 宮小路瑞穂 和久津智 秋月涼 （THE IDOLM@STER Dearly Stars） 池田由紀 （ ゆびさきミルクティー ） 衹堂鞠也 綾崎ハヤテ （ハヤテのごとく!） 白姫彼方 | [ 261 ] |
| 4   | 2011年2月25日  | 木下秀吉 藍川絆 渡良瀬準 妃宮千早 宮小路瑞穂 國崎出雲 泥門小紅 （ひみつの悪魔ちゃん） 秋月涼 衹堂鞠也 白姫彼方 綾崎ハヤテ 池田由紀 トモ （オトコのコはメイド服がお好き!?） 海堂愁 リオ （オトコのコはメイド服がお好き!?） 八雲はまじ 朱宮正樹 （ ささめきこと ） | [ 262 ] |
| 5   | 2011年5月25日  | 木下秀吉 藍川絆 渡良瀬準 秋月涼 國崎出雲 二鳥修一 （放浪息子） 白姫彼方 綾崎ハヤテ 泥門小紅 妃宮千早 衹堂鞠也 海堂愁 （リバーシブル!） トモ リオ 宮小路瑞穂 朱宮正樹 朱莉鹿児 （ぱすとふゅーちゃー） | [ 263 ] |
| 6   | 2011年8月25日  | 木下秀吉 藍川絆 渡良瀬準 二鳥修一 妃宮千早 海堂愁 朱莉鹿児 漆原るか （STEINS;GATE） 泥門小紅 宮小路瑞穂 ユキ （オトコのコはメイド服がお好き!?） 綾崎ハヤテ 衹堂鞠也 國崎出雲 トモ 秋月涼 ミキ （おんなのこらいふ!） | [ 264 ] |
| 7   | 2011年11月25日 | 木下秀吉 藍川絆 渡良瀬準 ユキ 高野漣 （ さざなみチェリー （ 英語版 ） ） 漆原るか 泥門小紅 海堂愁 秋月涼 トモ リオ 綾崎ハヤテ 宮小路瑞穂 二鳥修一 ことりちゃん （WORKING!!） ミキ 春名メイ （ メイのないしょ ） | [ 265 ] |
| 8   | 2012年2月25日  | 木下秀吉 藍川絆 渡良瀬準 秋月涼 宮小路瑞穂 海堂愁 泥門小紅 トモ 月宮林檎 （うたの☆プリンスさまっ♪） 高野漣 綾崎ハヤテ リオ ことりちゃん 漆原るか 二鳥修一 白姫彼方 松雪冬麻 （リバーシブル!） | [ 266 ] |
| 9   | 2012年5月25日  | 藍川絆 木下秀吉 秋月涼 渡良瀬準 リオ 綾崎ハヤテ 泥門小紅 海堂愁 ナオ （オトコのコはメイド服がお好き!?） 有川ひめ （ひめゴト） 宮小路瑞穂 高野漣 月宮林檎 漆原るか 深山琥太郎 （ 深山さんちのベルテイン ） 松雪冬麻 ことりちゃん | [ 267 ] |
| 10  | 2012年8月25日  | 藍川絆 木下秀吉 渡良瀬準 綾崎ハヤテ 秋月涼 泥門小紅 リオ 海堂愁 宮小路瑞穂 ことりちゃん 有川ひめ 松雪冬麻 妃宮千早 トモ 月宮林檎 漆原るか 塔原直哉 （ ロッテのおもちゃ! ） | [ 268 ] |
| 11  | 2012年11月24日 | 藍川絆 木下秀吉 有川ひめ 渡良瀬準 綾崎ハヤテ 妃宮千早 秋月涼 海堂愁 泥門小紅 白姫彼方 宮小路瑞穂 浦川みのり （ AKB49〜恋愛禁止条例〜 ） ナオ 松雪冬麻 塔原直哉 二鳥修一 朱莉鹿児 | [ 269 ] |
| 12  | 2013年2月25日  | 藍川絆 綾崎ハヤテ 木下秀吉 有川ひめ 渡良瀬準 宮小路瑞穂 秋月涼 海堂愁 浦川みのり 泥門小紅 妃宮千早 松雪冬麻 直枝理樹 （ リトルバスターズ! ） 波戸賢二朗 （ げんしけん 二代目 ） 朱莉鹿児 二鳥修一 夏芽葵 （リバーシブル!） | [ 270 ] |
| 13  | 2013年5月25日  | 藍川絆 佐々木優太 （ キューティクル探偵因幡 ） 秋月涼 渡良瀬準 木下秀吉 有川ひめ マコちゃん （ みなみけ ） 綾崎ハヤテ 海堂愁 波戸賢二朗 泥門小紅 直枝理樹 妃宮千早 古屋敷由良 （ 女装山脈 ） 松雪冬麻 二鳥修一 御子柴歩 （ お助け巫女ミコちゃん ） | [ 271 ] |
| 14  | 2013年8月24日  | 藍川絆 木下秀吉 マコちゃん 秋月涼 綾崎ハヤテ 波戸賢二朗 有川ひめ 海堂愁 渡良瀬準 直枝理樹 泥門小紅 古屋敷由良 白羽依月 （ ヒメゴト・マスカレイド 〜お嬢様たちの戯れ〜 ） 星宮らいち （ アイカツ! ） 松雪冬麻 御子柴歩 妃宮千早 | [ 272 ] |
| 15  | 2013年11月25日 | 藍川絆 有川ひめ 木下秀吉 波戸賢二朗 マコちゃん 綾崎ハヤテ 秋月涼 海堂愁 渡良瀬準 宮小路瑞穂 小野塚あさひ （ 幼なじみはベッドヤクザ! ） 直枝理樹 松雪冬麻 御子柴歩 漆原るか 星宮らいち 不二咲千尋 （ ダンガンロンパ 希望の学園と絶望の高校生 ） | [ 273 ] |
| 16  | 2014年2月25日  | 藍川絆 有川ひめ 綾崎ハヤテ 宮小路瑞穂 渡良瀬準 秋月涼 泥門小紅 星宮らいち 月宮林檎 マコちゃん 御子柴歩 直枝理樹 海堂愁 波戸賢二朗 曽根原蓮 （ カルマルカ*サークル ） 木下秀吉 漆原るか | [ 274 ] |